# ناتاشا آناسی
ناتاشا آناسی (انگلیسی: Natasha Anasi؛ زادهٔ ۲ اکتبر ۱۹۹۱) بازیکن فوتبال اهل ایسلند است.
وی همچنین در تیم‌های ملی فوتبال زیر ۲۳ سال زنان ایالات متحده آمریکا و زنان ایسلند بازی کرده‌است.